# Sonny Boy Williamson II
Aleck „Rice” Miller  (ur. 5 grudnia 1899, zm. 25 maja 1965) – amerykański muzyk bluesowy, znany najbardziej jako Sonny Boy Williamson II. Przy jego nazwisku stawiono 'II', gdyż przybrał pseudonim, którego używał już wcześniej inny harmonijkarz – John Lee „Sonny Boy” Williamson. Wcześniej używał wielu różnych przydomków, m.in. Reverend Blue, Harmonica-Blowin' Slim, Little Boy Blues, Willie Williams, „Biscuit” Miller.
Początkową popularność zdobył dzięki programowi radiowemu King Biscuit Time, który zaczął prowadzić w 1941 wspólnie z Robertem Lockwoodem Jr.